# Blind Faith
Blind Faith byli anglická bluesová superskupina, kterou tvořili Eric Clapton (The Yardbirds, Cream), Ginger Baker (Graham Bond Organisation, Cream), Steve Winwood (Spencer Davis Group, Traffic) a Ric Grech (Family). Skupina vydala pouze jedno album, Blind Faith, v srpnu 1969 (viz 1969 v hudbě) a z hlediska hudebního stylu byli blízko skupinám, ve kterých Winwood, Baker a Clapton působili (Traffic a Cream).

## Sestava
- Eric Clapton - kytara, zpěv
- Steve Winwood - varhany, baskytara, kytara, piano, klávesy, zpěv
- Ginger Baker - perkuse, bicí
- Ric Grech - baskytara, housle, zpěv

## Diskografie
- Blind Faith (srpen 1969)